# اودینه ۳۳۱۰۰
سیارک ۳۳۱۰۰ (به انگلیسی: 33100 Udine، نامگذاری:1997YK9) سی و سه هزار و صدمین سیارک کشف شده‌است که در ۲۸ دسامبر ۱۹۹۷ کشف شد.